# Стикув (Свентокшиське воєводство)
Стикув (пол. Styków) — село в Польщі, у гміні Броди Стараховицького повіту Свентокшиського воєводства.
Населення — 750 осіб (2011).
У 1975—1998 роках село належало до Келецького воєводства.

## Демографія
Демографічна структура на день 31 березня 2011 року:
|          | Загалом | Допрацездатний вік | Працездатний вік | Постпрацездатний вік |
| -------- | ------- | ------------------ | ---------------- | -------------------- |
| Чоловіки | 357     | 58                 | 261              | 38                   |
| Жінки    | 393     | 79                 | 223              | 91                   |
| Разом    | 750     | 137                | 484              | 129                  |